# 久保文克
久保文克（くぼ ふみかつ、1962年5月21日- ）は、日本の経営史学者、中央大学教授。

## 略歴
和歌山県新宮市生まれ。小学校2年生の時に千葉県柏市に移住。千葉県立東葛飾高等学校、1988年慶應義塾大学経済学部卒業、1994年中央大学大学院商学研究科博士課程修了。「植民地企業経営の比較史的研究 アジア経営史研究序説」で経営学博士。93年中央大学商学部助手、95年講師、96年助教授、2001年に教授となる。

## 著書
- 『植民地企業経営史論 「準国策会社」の実証的研究』日本経済評論社 1997
- 『近代製糖業の経営史的研究』文眞堂 2016

### 共編著
- 『タイ土着経済・社会の今日的位相 通貨危機をめぐる変容プロセス』編著(中央大学企業研究所研究叢書 中央大学出版部 2001
- 『近代製糖業の発展と糖業連合会 競争を基調とした協調の模索』糖業協会監修 編著 日本経済評論社 2009
- 『講座・日本経営史 第6巻 グローバル化と日本型企業システムの変容 1985～2008』橘川武郎共編著 ミネルヴァ書房 2010
- 『アジアの企業間競争』橘川武郎,佐々木聡, 平井岳哉共編著 文眞堂 2015
- 『食品産業』産業経営史シリーズ 島津淳子共著 日本経営史研究所 2016